# Bactrocera melanotus
Bactrocera melanotus är en tvåvingeart som först beskrevs av Daniel William Coquillett 1909.  Bactrocera melanotus ingår i släktet Bactrocera och familjen borrflugor.
Artens utbredningsområde är Cooköarna. Inga underarter finns listade.